# Banksia ornata
Banksia ornata är en tvåhjärtbladig växtart som beskrevs av F. Müll. och Meissn.. Banksia ornata ingår i släktet Banksia och familjen Proteaceae. Inga underarter finns listade i Catalogue of Life.